# الظهرة (طرابلس)
الظهرة هي إحدى أحياء أشهر المحلّات في العاصمة الليبية طرابلس الغرب.

## تسمية
هذه المحلة استمدت اسمها من علوها، فسميت الظهرة نسبة إلى المرتفع الذي تقوم عليه، وهو الأكثر بروزا شرقي طرابلس القديمة، ومن الواجهة العسكرية كان مركزها يمثل خطرا دائما على هذه المدينة.

## حدودها
حدها الغربي يمتد إلى حديقة البلدية، وشمالا تلامس البحر، وشرقا تجاور زاوية الدهماني والدامر وفشلوم، وجنوبا يحادي شارع بن عاشور وحتى مدخل المستشفى المركزي

## أشهر المناطق بالمحلة
1. مقطع الحجر
2. شارع النخلة
3. شارع ابن النديم
4. شارع دنون
5. الظهرة الكبيرة
6. زنقة باكير
7. زنقة المبروك
8. زنقة البراوية